# Nagyfejű bagoly

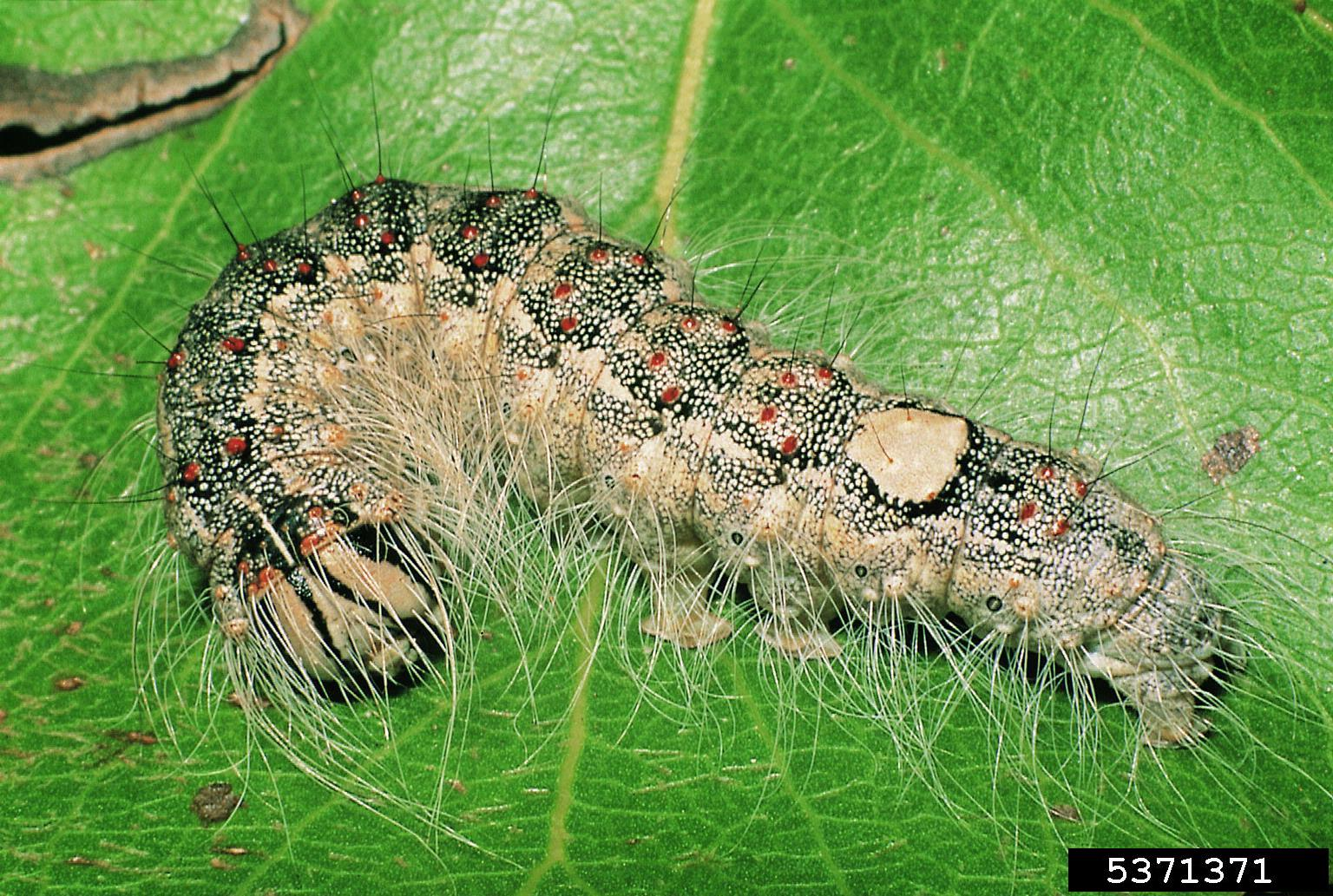
A lepke hernyója

A nagyfejű bagoly (Acronicta megacephala)  a rovarok (Insecta) osztályának a lepkék (Lepidoptera) rendjéhez, ezen belül a bagolylepkefélék (Noctuidae) családjához tartozó faj.

## Elterjedése
Szinte egész Európában megtalálható, erdőkben és mocsaras területeken és esetenként parkokban.

## Megjelenése
Szárnyfesztávolsága 32–38 milliméter.  A sötét szürke első szárnyakon észrevehetően látszik a vesefolt és a külső keresztirányú vonal.  A gyűrű folt élénkebb színű egy sötét maggal. A hátsó szárnyak tejfehérek külső fekete erekkel. A lárvák színe a sárgásbarna különféle árnyalataitól a vörösesig változhat, az egész testükön  szürke vagy barna szőrcsomót viselnek.

## Életmódja
A hernyók a nyárfa (Populus), nyár (Populus tremula) és a fűz (Salix) leveleivel táplálkoznak júniustól októberig. A hernyó a talajban gubózik be.  A báb áttelel. Májustól szeptember elejéig repül.

## Fordítás
- Ez a szócikk részben vagy egészben  a   Großkopf-Rindeneule című német Wikipédia-szócikk fordításán alapul.  Az eredeti cikk szerkesztőit annak laptörténete sorolja fel. Ez a jelzés csupán a megfogalmazás eredetét és a szerzői jogokat jelzi, nem szolgál a cikkben szereplő információk forrásmegjelöléseként.